# Пхохан
Пхоха́н (кор. 포항시?, 浦項市?, Pohang-si) — город-метрополия в провинции Кёнсан-Пукто, Южная Корея. Крупнейший портовый город восточного побережья и важный промышленный центр страны.

## История
Археологические находки свидетельствуют о заселении территории современного Пхохана ещё в период Мумун (1500-300 до н.э.). В средние века здесь располагались поселения Техвахён, Хынхэхён и Чангихён, позднее объединённые в уезд Йониль. 
Ключевые исторические вехи:
- 1931 - образование района Пхохан
- 1949 - получение статуса города
- 1973 - начало работы металлургического комбината POSCO
- 2013 - получение статуса города-метрополии[1]

## География и климат
Пхохан расположен на берегу залива Йонильман Японского моря, в устье реки Хёнсанган. 
Климатические характеристики (по данным на 2023 год):
- Среднегодовая температура: 14.2°C
- Средняя температура января: 1.3°C
- Средняя температура августа: 26.1°C
- Годовое количество осадков: 1087 мм[2]

## Административное деление
Город разделён на 2 района (ку):
1. Северный Пхохан (Пукку)
2. Южный Пхохан (Намку)
Включает 19 административных округов (тон), 4 уезда (ып) и 10 волостей (мён).

## Экономика
Пхохан - промышленный центр национального значения:

### Основные отрасли
- Металлургия (POSCO - крупнейший сталелитейный завод страны)
- Судостроение
- Химическая промышленность
- Рыболовство и переработка морепродуктов

### Экономические показатели (2023)
- ВРП: ₩42.7 трлн (~$32 млрд)
- Экспорт: $7.2 млрд
- Импорт: $9.1 млрд[3]

## Транспорт
Город обслуживается несколькими поездами в день из Сеула и Тэгу. Пхохан является конечной точкой для нескольких паромных маршрутов по Японскому морю, включая основной туристический маршрут на Уллындо и Скалы Лианкур.
Как место расположения POSCO (Пхоханской сталелитейной компании), одного из крупнейших производителей стали в мире, и ряда связанных отраслей промышленности, порт Пхохана перевалил 54,8 миллиона тонн грузов в 2006 году.
Несколько рейсов в день в Сеул (Кимпхо) и на Чеджу доступны из аэропорта Пхохан-Кёнджу.
Городской транспорт представлен только автобусами. Они курсируют примерно по 20 различным маршрутам города, некоторые из которых доходят до горных районов. Автобусы делятся на два типа: обычные (ильбан-бас) и повышенной комфортности (чвасок-бас), которые имеют больше сидячих мест и стоят немного дороже. Интервалы движения составляют 15-25 минут. Маршруты указаны как на корейском Архивировано 12 июня 2011., так и на английском языках, но корейская версия является интерактивной и поэтому более удобной.

#### В городе есть два основных автовокзала
Сивэ (кор. 시외버스터미널) - междугородний автовокзал, откуда можно добраться до близлежащих крупных городов, таких как Тэгу и Пусан (~1,5 часа в зависимости от трафика). Их веб-сайт доступен только на корейском языке и только в Internet Explorer.
Косок (кор. 고속버스터미널) - автовокзал экспресс-автобусов с сайтом на корейском и английском языках. Отсюда можно добраться до Сеула и Кванджу.
Железнодорожное сообщение осуществляется через две станции:
- Вокзал Пхохана (кор. 포항역)
- Станция Вольпхо (кор. 월포역)

Расписание и направления доступны на сайте Korail на английском и корейском языках.
До 2015 года пассажирам KTX приходилось ехать до станции Кёнджу (кор. 경주역). Однако с 2015 года KTX ходит напрямую до станции Пхохан (кор. 포항역).

## Образование и наука
- Пхоханский университет науки и технологии (POSTECH) - входит в топ-100 мировых технических вузов
- Университет Йоннам
- Центр синхротронного излучения (PLS-II)

## Культура и туризм

### Основные достопримечательности
- Храм Погёнса (основан в 602 году)
- Пляж Корянгпо
- Музей POSCO
- Пхоханский стальной арт-парк

### Фестивали
- Международный фестиваль фейерверков (июль)
- Фестиваль морской культуры (август)
- Фестиваль свежих морепродуктов (октябрь)

## Экология
Несмотря на усилия властей, экологическая ситуация остаётся сложной:
- Индекс качества воздуха: 78 (2023)
- Основные загрязнители: PM2.5, диоксид серы
- Реализуется программа "Зелёный Пхохан" с бюджетом ₩120 млрд[5]

## Международные связи

### Города-побратимы
Пхохан имеет несколько городов побратимов, большинство из них является портовыми городами:
Внутри страны
- Район Новонгу, Сеул, Республика Корея
- Район Сусонгу, Тэгу, Республика Корея
- Сувон, провинция Кёнгидо, Республика Корея
- Кванъян, провинция Чолла-Намдо, Республика Корея (1997)
- Уезд Пуан, провинция Чолла-Пукто, Республика Корея (2003)

За рубежом
- Чжанцзяган, провинция Цзянсу, Китай
- Фукуяма, префектура Хиросима, Япония (1979)
- Питтсбург, штат Пенсильвания, США (1979)
- Лонг-Бич, штат Калифорния, США (1979)
- Хуньчунь, провинция Гирин, Китай (1995)
- Дзёэцу, префектура Ниигата, Япония (1996)
- Владивосток, Приморский край, Россия (2018)

## Известные уроженцы и жители
- Чон Аюль (1987—2012) — южнокорейская актриса.
- Сон Джихё (настоящее имя Чон Соним, род. 1981) - южнокорейская актриса, участница шоу "Бегущий человек"
- Чон Чхан Сон (Корейский зомби) - корейский боец смешанного стиля
- Кан Ёсан (род. 1999) - участник южнокорейской группы ATEEZ.